# E.T.
ET este o melodie a cântăreței americane Katy Perry de pe al treilea album de studio, Teenage Dream (2010). Ea a co-scris piesa împreună cu producătorii săi Dr.Luke, Max Martin și Ammo." ET "a fost deservită de posturile de radio ca cel de-al patrulea single al albumului pe 16 februarie 2011. O versiune a melodiei conține versuri ale rapperului american Kanye West. Din punct de vedere muzical, este o baladă electronică și hip hop care se bazează puternic din dubstep și techno, împreună cu patyicipări mai mici ale bateriei și chitarei bas. Potrivit lui Perry, piesa vorbește liric despre „îndrăgostirea de un străin”.